# Haparanda (commune)
La commune de Haparanda (en finnois Haaparanta) est une commune suédoise du comté de Norrbotten. 10 208 personnes y vivent. Son siège se situe à Haparanda.

## Localités
- Haparanda
- Karungi
- Kukkola
- Marielund
- Mattila
- Nikkala
- Purra
- Salmis
- Seskarö
- Säivis
- Vojakkala
- Vuono